# Knoxville (Georgia)
Knoxville – jednostka osadnicza w Stanach Zjednoczonych, w stanie Georgia, w hrabstwie Crawford.